# Los Alamos (New Mexico)
Los Alamos (spanisch für die Pappeln) ist ein Census-designated place in Los Alamos County, New Mexico und Verwaltungssitz des Countys, mit dem es eine Verwaltungseinheit (City-County-Consolidation) bildet. Zum Census von 2020 hatte der Ort 13.179 Einwohner. In dem Ort befindet sich das Los Alamos National Laboratory, in dem das Manhattan Project durchgeführt wurde. Los Alamos steht im Zentrum der 1976 abgeschlossenen gleichnamigen Farbserie des Fotografen William Eggleston.

## Geographie
Los Alamos liegt im nördlichen New Mexico auf dem Pajarito-Plateau, etwa 56 km nordwestlich von Santa Fe. Die Stadt befindet sich auf einer Höhe von ungefähr 2.230 Metern (7.320 Fuß) über dem Meeresspiegel.
Die Region zeichnet sich durch eine abwechslungsreiche Topografie aus, mit steilen Schluchten, die die Mesa-Plateaus voneinander trennen. Diese geographische Beschaffenheit trug während des Manhattan-Projekts zur Geheimhaltung der dort durchgeführten Aktivitäten bei. Los Alamos grenzt an das Bandelier National Monument sowie an die Indianerreservate Santa Clara und San Ildefonso, was die kulturelle und natürliche Vielfalt der Umgebung unterstreicht.
Das Klima in Los Alamos ist kontinental, mit heißen Sommern und kalten Wintern. Aufgrund der Höhenlage sind die Sommerabende oft kühl, was das Leben in der Region angenehm macht. Die vegetative Ausstattung umfasst vor allem Kiefernwälder, die das Landschaftsbild prägen und zahlreiche Freizeitmöglichkeiten wie Wandern und Vogelbeobachtung bieten. Zusammenfassend bietet Los Alamos eine einzigartige geographische Lage, die sowohl die natürliche Schönheit als auch die historische Bedeutung der Region hervorhebt.

## Demographie
Bei der Volkszählung im Jahr 2000 hatte der Ort 11.909 Einwohner und 5110 Haushalte. Die Bevölkerungsdichte beträgt 423,8 Einwohner/km².
Von den 5110 Haushalten haben 31,4 % Kinder unter 18 Jahren, 56,4 % sind verheiratete Paare, 6,5 % sind alleinstehende Frauen und 34 % sind keine Familien. 29,8 % sind Single-Haushalte und in 7,6 % der Fälle handelt es sich um eine Person über 65 Jahren. Die Durchschnittsgröße eines Haushalts ist 2,31 und die durchschnittliche Familiengröße 2,89.

## Geschichte

### Vorgeschichte
Los Alamos liegt in einer Region, die ursprünglich von den Ancestral Puebloans besiedelt wurde. Sie hinterließen zahlreiche archäologische Stätten, bevor sie die Gegend im 13. Jahrhundert verließen. Später wurde das Gebiet von spanischen Kolonisten beansprucht und in der Folgezeit von anglo-amerikanischen Siedlern vor allem für Viehzucht genutzt. 1917 gründete der Geschäftsmann Ashley Pond die Los Alamos Ranch School, eine exklusive Internatsschule für Jungen. Die Schule kombinierte anspruchsvolle akademische Bildung mit körperlichem Training und Outdoor-Aktivitäten in der abgelegenen Wildnis von New Mexico.

### Das Manhattan-Projekt (1942–1945)
Im Jahr 1942 entschied die US-Regierung unter der Leitung von General Leslie Groves und dem Physiker J. Robert Oppenheimer, dass Los Alamos der Hauptstandort für die Entwicklung der ersten Atombombe werden sollte. Die abgelegene Lage machte das Gebiet ideal für geheime militärische Forschung. Die Ranch-Schule wurde 1943 von der Regierung beschlagnahmt, und das Gelände wurde in eine streng geheime Militärstadt umgewandelt. Wissenschaftler aus aller Welt wurden rekrutiert, um im Los Alamos National Laboratory (LANL) an der Entwicklung von Atomwaffen zu arbeiten. Das Projekt führte schließlich zur Konstruktion der ersten beiden Atombomben, „Little Boy“ und „Fat Man“, die 1945 über Hiroshima und Nagasaki abgeworfen wurden.

### Nachkriegszeit & Kalter Krieg (1945–1991)
Nach dem Zweiten Weltkrieg blieb Los Alamos ein zentraler Standort für die Nuklearforschung der USA. Die Stadt blieb lange Zeit eine geschlossene Gemeinde, in der nur autorisierte Personen leben und arbeiten durften. Während des Kalten Krieges wurden hier fortschrittliche Nuklearwaffen entwickelt, was Los Alamos zu einem der wichtigsten Forschungsstandorte des Landes machte. Neben der Rüstungsforschung leistete das LANL bedeutende Beiträge zur theoretischen Physik, Chemie und Informatik. Die Stadt wuchs allmählich, blieb jedoch ein militärisch geprägtes und hochsicherheitsrelevantes Gebiet.

### Moderne Entwicklung (1991–heute)
Mit dem Ende des Kalten Krieges verlagerte sich der Schwerpunkt des Los Alamos National Laboratory zunehmend auf zivile Forschung, darunter Supercomputing, erneuerbare Energien und Biotechnologie. Heute ist Los Alamos eine offene Stadt mit etwa 12.000 Einwohnern, die eine überdurchschnittlich hohe Bildungsrate und ein hohes Durchschnittseinkommen aufweist. Trotzdem bleibt das LANL einer der größten Arbeitgeber und ein weltweit führendes Forschungszentrum. In den Jahren 2000 und 2011 wurde die Stadt von schweren Waldbränden bedroht, was zu großflächigen Evakuierungen führte.

## Verkehr
Der Flughafen Los Alamos County befindet sich 2 km östlich der Stadt.

## Söhne und Töchter der Stadt
- Carol Cady (* 1962), Leichtathletin
- Michael Creutz (* 1944), theoretischer Physiker
- Drew Goddard (* 1975), Drehbuchautor
- Michelle Lujan Grisham (* 1959), derzeitige Gouverneurin von New Mexico
- Kevin R. Johnson  (* 1960), Starbucks CEO zwischen 2017 und 2022, Abschluss von der Los Alamos High School (1978)
- Dick Shurman (* 1950), Musikproduzent und Musikjournalist
- Alexandr Wang (* 1997), Gründer und CEO von Scale AI

## Städtepartnerschaften
- Sarow, Russland